# هيركيولز كورتيز
هيركيولز كورتيز (بالإسبانية: Hercules Cortez)‏ هو مصارع محترف إسباني، ولد في 7 يوليو 1932 في إسبانيا، وتوفي في 24 يوليو 1971 في سانت كلاود في الولايات المتحدة.

## وصلات خارجية
- هيركيولز كورتيز على موقع CageMatch worker (الإنجليزية)

- هيركيولز كورتيز على موقع IMDb (الإنجليزية)
- هيركيولز كورتيز على موقع قاعدة بيانات الفيلم (الإنجليزية)